# 紙橋郡
紙橋郡（越南语：／）是越南首都河內市下轄的一個郡，因舊時境內多造紙作坊而得名。
紙橋郡擁有眾多商業區。中和-仁政都市區便位於該郡南部，越南第一高楼京南河內地標大廈也位於該郡。

## 地理
纸桥郡东接巴亭郡和栋多郡，西接南慈廉郡，北接北慈廉郡和西湖郡，南接青春郡。

## 历史
1996年11月22日，以慈廉县纸桥市镇、义都市镇、义新市镇、枚驿市镇、驿望社、安和社、中和社4市镇3社析置纸桥郡；纸桥市镇改制为关花坊，义都市镇改制为义都坊，义新市镇改制为义新坊，枚驿市镇改制为枚驿坊，驿望社改制为驿望坊，安和社改制为安和坊，中和社改制为中和坊。
2005年1月5日，关花坊部分区域划归驿望坊管辖，驿望坊部分区域划归关花坊管辖，关花坊和驿望坊析置驿望后坊。
2021年4月27日，北慈廉郡古芮一坊部分区域划归纸桥郡义新坊管辖；南慈廉郡美亭二坊部分区域划归纸桥郡枚驿坊管辖。
2024年11月14日，越南国会常务委员会通过决议，自2025年1月1日起，安和坊部分区域和驿望坊部分区域并入关花坊，驿望坊部分区域、义都坊部分区域和驿望后坊部分区域并入义新坊。

## 行政區劃
紙橋郡下轄8坊，郡人民委员会位于关花坊。
- 驛望坊（Phường Dịch Vọng）
- 驛望後坊（Phường Dịch Vọng Hậu）
- 枚驛坊（Phường Mai Dịch）
- 義都坊（Phường Nghĩa Đô）
- 義新坊（Phường Nghĩa Tân）
- 關花坊（Phường Quan Hoa）
- 中和坊（Phường Trung Hoà）
- 安和坊（Phường Yên Hòa）

## 交通
- 河內都市鐵路3號線
  - 黎德壽站 - 國家大學站 - 河寺站